# Герой Социалистического Труда (Чехословакия)
Геро́й Социалисти́ческого Труда́ Чехослова́цкой Социалисти́ческой Респу́блики (чеш. Hrdina socialistické práce Československé socialistické republiky) — высшая государственная награда и почётное звание в Чехословацкой Социалистической Республике. Награда создана по образцу советского звания Герой Социалистического Труда. Звание присваивалось за особо выдающиеся заслуги в укреплении национальной экономики, культуры, науки и оборонной способности Чехословакии; новаторскую деятельность в промышленности, сельском хозяйстве, транспорте или торговле; научные открытия или технические изобретения, внёсшие исключительный вклад в победу социализма в Чехословацкой Республике. Награждённому вручалась Золотая звезда Героя Социалистического Труда и орден Клемента Готвальда. Звание было упразднено после падения социалистического режима.

## Описание знака
Знак представляет собой золотую пятиконечную звезду, диаметром 29 мм.
Лицевая сторона изображает пятиконечную звезду, между лучами которой расположены по два дополнительных фигурных ребра, образующих меж собой три продольные канавки. На реверсе знака изображены серп и молот, надпись «ČSSR», и номер медали, обрамлённый гравировкой в форме ленты.
Звезда при помощи кольца соединяется с муаровой лентой красного цвета, шириной 38 мм и длиной 30 мм, которая в свою очередь прикреплена к золотой пластине. С обратной стороны пластины размещена заколка для крепления к одежде.
Знак ордена изготавливался из золота 900 пробы.

## Особенности награждения
- Почётное звание «Герой Социалистического Труда» могло быть присвоено посмертно, и в этом случае золотая звезда Героя Социалистического Труда, вместе с документами вручаются семье умершего.
- После смерти награждённого почётным званием, золотая звезда Героя остаётся в его семье.
- В случае совершения преступления, порочащего высокого звания Героя, награждённый мог быть лишён звания, как прижизненно, так и посмертно.
- В случае потери, кражи или порчи золотой звезды Героя Социалистического Труда ЧССР, дубликаты не выдаются.

## Награждённые
В отличие от СССР, звания Героя Социалистического Труда ЧССР было очень редкой наградой: за 30 лет существования звания, всего совершено 302 награждения.
| Год  | Кол-во награждений | Год  | Кол-во награждений | Год  | Кол-во награждений | Год  | Кол-во награждений | Год  | Кол-во награждений |
| ---- | ------------------ | ---- | ------------------ | ---- | ------------------ | ---- | ------------------ | ---- | ------------------ |
| 1960 | 8                  | 1966 | 4                  | 1972 | 2                  | 1978 | 14                 | 1984 | 22                 |
| 1961 | 4                  | 1967 | 1                  | 1973 | 8                  | 1979 | 16                 | 1985 | 24                 |
| 1962 | 5                  | 1968 | 2                  | 1974 | 5                  | 1980 | 17                 | 1986 | 15                 |
| 1963 | 3                  | 1969 | 1                  | 1975 | 12                 | 1981 | 19                 | 1987 | 14                 |
| 1964 | 1                  | 1970 | 0                  | 1976 | 12                 | 1982 | 18                 | 1988 | 16                 |
| 1965 | 3                  | 1971 | 1                  | 1977 | 17                 | 1983 | 18                 | 1989 | 20                 |

## Известные Герои Социалистического Труда ЧССР
- Гагарин, Юрий Алексеевич (28 апреля 1961 года) — лётчик-космонавт СССР, первый человек, совершивший полёт в космос[1].
- Николаева-Терешкова, Валентина Владимировна — лётчик-космонавт СССР, первая женщина, совершившая полёт в космос[2].
- Якеш, Милош — генеральный секретарь ЦК КПЧ (1987—1989)[3].